# Lista de membros da Royal Society eleitos em 1714
Esta é uma lista de Membros da Royal Society eleitos em 1714.

## Fellows
- Nicolau I Bernoulli (1687 - 1759)
- William Brattle (1662 - 1715)
- Thomas Bromfield (ca. 1678 - 1722)
- John Theophilus Desaguliers (1683 - 1744)
- Martin Folkes (1690 - 1754)
- Thomas Jett (m. 1730)
- Robert Keck (ca. 1686 - 1719)
- John Leverett the Younger (1662 - 1724)
- Alexander Danilovich Menicoff (? 1673 - ? 1729)
- Richard Rawlinson (1690 - 1755)
- Johann Georg Steigertahl (ca. 1667 - c. 1740)
- Alexander Stuart (1673 - 1742)
- Edmond Turner (fl. 1710 - 1722)
- Pierre Varignon (1654 - 1722)
- Thomas Watkins (fl. 1714 - 1729)